# Арена Пушкаш
«Арена Пушкаш» (венг. Puskás Aréna) — футбольный стадион в Будапеште, Венгрия.

## История
Стадион построен на месте старого стадиона, который был снесён в 2016 году. Строительство началось в 2017 году, а завершилось в 2019. В матче открытия стадиона 15 ноября 2019 года сборная Венгрии встретилась со сборной Уругвая. Вместимость — 67 215 человек.
В 2011 году стоимость реконструкции стадиона была 35 млрд форинтов (€95 млн), а в 2014 году — 90-100 млрд форинтов (€273 млн), в 2019 году — €533 млн.
1 августа 2014 года был представлен окончательный вариант реконструкции стадиона.
19 сентября 2014 года Будапешт был выбран для проведения трёх игр группового этапа и одного матча 1/8 финала Евро 2020. А Шандор Чаньи, президент Венгерской футбольной федерации, заявил, что тот факт, что Будапешт может принять Евро 2020, является большим достижением венгерской спортивной дипломатии. Причем в отличие от некоторых других арен турнира заполняемость «Ференц Пушкаш» была разрешена на 100%.